# Luksika Kumkhum
Luksika Kumkhum, née le 21 juillet 1993 à Chanthaburi, est une joueuse de tennis thaïlandaise, professionnelle depuis 2010.

## Carrière
En 2013, pour sa première participation à un tournoi du Grand Chelem, Luksika Kumkhum sort des qualifications de l'Open d'Australie et bat Sofia Arvidsson, 39e mondiale au premier tour. Elle performe ensuite sur le circuit asiatique avec un quart de finale à Kuala Lumpur début mars, une demi-finale à Taipei, où elle est battue par Yanina Wickmayer, ainsi qu'un titre au tournoi ITF de Toyota.
Elle réalise en 2014 la plus belle performance de sa carrière lorsqu'elle élimine Petra Kvitová, alors 6e mondiale, au premier tour de l'Open d'Australie (6-2, 1-6, 6-4). En manque de victoires, elle se rattrape lors de la seconde partie de la saison en étant demi-finaliste à Nanchang. Elle arrive au même stade à Osaka après des victoires sur Christina McHale et Madison Keys, puis elle est quart de finaliste à Taipei. Elle atteint ainsi la 84e place mondiale. 
Après deux saisons plus discrètes sur le plan des résultats, elle se reprend fin 2017 en se hissant en demi-finales du tournoi de Corée et en finale du double avec Peangtarn Plipuech. 
En 2018, elle parvient au troisième tour de l'Open d'Australie après avoir battu Johanna Larsson (6-3, 7-5) et Belinda Bencic (6-1, 6-3), devenant la deuxième joueuse thaïlandaise à réaliser cette performance, après son idole de jeunesse, Tamarine Tanasugarn. Elle est éliminée par Petra Martić (6-3, 3-6, 7-5).
À la suite d'un quart de finale à Hong Kong où elle écarte Jennifer Brady et Alizé Cornet, elle remporte son premier tournoi WTA 125 à l'Open de Bombay le 4 novembre face à Irina Khromacheva. Quelques semaines plus tard, elle se qualifie pour une nouvelle finale à Taïwan qu'elle remporte face à Sabine Lisicki. Elle finit l'année pour la deuxième fois dans le top 100 mondial, atteignant la 66e place.
En 2019, avec seulement une victoire en onze tournois, elle met un terme prématurément à sa saison en raison d'une blessure et s'éloigne du circuit pendant plus de deux ans. Elle réapparait en octobre 2021 à Monastir où elle remporte un tournoi ITF dès sa deuxième participation. En avril 2022, elle remporte deux tournois consécutifs à Chiang Rai.

## Palmarès

### Titre en double dames
Aucun

### Finales en double dames
| No | Date       | Nom et lieu du tournoi     | Catégorie | Dotation  | Surface    | Vainqueures                          | Partenaire         | Score    |          |
| -- | ---------- | -------------------------- | --------- | --------- | ---------- | ------------------------------------ | ------------------ | -------- | -------- |
| 1  | 18-09-2017 | Korea Open Séoul           | Intern'l  | 250 000 $ | Dur (ext.) | Kiki Bertens Johanna Larsson         | Peangtarn Plipuech | 6-4, 6-1 | Parcours |
| 2  | 09-10-2023 | Hana Bank Korea Open Séoul | WTA 250   | 259 303 $ | Dur (ext.) | Marie Bouzková Bethanie Mattek-Sands | Peangtarn Plipuech | 6-2, 6-1 | Parcours |

### Titres en simple en WTA 125
| No | Date       | Nom et lieu du tournoi  | Catégorie | Dotation  | Surface         | Finaliste         | Score         |          |
| -- | ---------- | ----------------------- | --------- | --------- | --------------- | ----------------- | ------------- | -------- |
| 1  | 29-10-2018 | L&T Mumbai Open, Bombay | WTA 125   | 125 000 $ | Dur (ext.)      | Irina Khromacheva | 1-6, 6-2, 6-3 | Parcours |
| 2  | 12-11-2018 | Taipei OEC Open, Taipei | WTA 125   | 125 000 $ | Moquette (int.) | Sabine Lisicki    | 6-1, 6-3      | Parcours |

## Parcours en Grand Chelem

### En simple dames
| Année | Open d'Australie | Open d'Australie | Internationaux de France | Internationaux de France | Wimbledon       | Wimbledon        | US Open | US Open          |
| ----- | ---------------- | ---------------- | ------------------------ | ------------------------ | --------------- | ---------------- | ------- | ---------------- |
| 2013  | 2e tour (1/32)   | Jamie Hampton    | Q2                       | Sandra Záhlavová         | Q1              | Virginie Razzano | Q1      | Stéphanie Foretz |
| 2014  | 2e tour (1/32)   | Mona Barthel     | 1er tour (1/64)          | Teliana Pereira          | Q2              | Andreea Mitu     | Q2      | Carina Witthöft  |
| 2015  | Q1               | Wang Yafan       | —                        | —                        | Q3              | Hsieh Su-wei     | Q1      | Victoria Duval   |
| 2016  | 1er tour (1/64)  | Petra Kvitová    | Q1                       | Kristie Ahn              | 1er tour (1/64) | Timea Bacsinszky | Q1      | Elise Mertens    |
| 2017  | 1er tour (1/64)  | Naomi Osaka      | —                        | —                        | Q2              | Ons Jabeur       | —       | —                |
| 2018  | 3e tour (1/16)   | Petra Martić     | 1er tour (1/64)          | Magdaléna Rybáriková     | 2e tour (1/32)  | Madison Keys     | —       | —                |
| 2019  | 1er tour (1/64)  | Ashleigh Barty   | 1er tour (1/64)          | Anastasija Sevastova     | 1er tour (1/64) | Madison Keys     | —       | —                |

N.B. : à droite du résultat se trouve le nom de l'ultime adversaire.

### En double dames
| Année | Open d'Australie          | Open d'Australie | Internationaux de France | Internationaux de France | Wimbledon                  | Wimbledon               | US Open | US Open |
| ----- | ------------------------- | ---------------- | ------------------------ | ------------------------ | -------------------------- | ----------------------- | ------- | ------- |
| 2018  | —                         | —                | —                        | —                        | 1er tour (1/32) Han Xinyun | Vania King K. Srebotnik | —       | —       |
| 2019  | 1er tour (1/32) E. Rodina | A. Bai Z. Hives  | —                        | —                        | —                          | —                       | —       | —       |

N.B. : le nom du ou de la partenaire se trouve sous le résultat ; le nom des ultimes adversaires se trouve à droite.

## Victoires sur des top 10
Petra Kvitová (numéro 6) 1e tour lors de l' Open d'Australie 2014

## Classements WTA en fin de saison
| Année          | 2010 | 2011 | 2012 | 2013 | 2014 | 2015 | 2016 | 2017 | 2018 | 2019 | 2020 | 2021 | 2022 | 2023 | 2024 |
| Rang en simple | 698  | 320  | 216  | 114  | 85   | 211  | 147  | 124  | 80   | 272  | 734  | 929  | 327  | 554  | 1140 |
| Rang en double | –    | 427  | 189  | 188  | 266  | 357  | 316  | 173  | 104  | 387  | 796  | 931  | 366  | 128  | 162  |

Source : (en) Classements de Luksika Kumkhum sur le site officiel de la Fédération internationale de tennis